# Trügleben
Trügleben  ist ein Ortsteil der Landgemeinde Hörsel im Nordwesten des thüringischen Landkreises Gotha.

## Lage
Die Gesamtfläche der Gemarkung Trügleben beträgt 607 Hektar. Sie liegt westlich von Gotha und etwas südlich der Bundesstraße 7 im Ackerbaugebiet des Thüringer Beckens. Südlich verläuft die Bahntrasse Gotha-Eisenach mit der Haltestelle Fröttstedt und noch etwas südlicher die Bundesautobahn 4 mit Anschluss bei Gotha und Waltershausen.

## Geschichte
Archäologische Funde von Gräbern lassen darauf schließen, dass die Gegend schon im zweiten Jahrtausend v. Chr. besiedelt war.
Die urkundliche Ersterwähnung von Trügleben fand 1267 statt. Damals gehörte der Ort zum Burgbezirk der Burg Tenneberg bei Waltershausen, aus dem das Amt Tenneberg hervorging. Trügleben gehörte ab 1640 zum Herzogtum Sachsen-Gotha, ab 1672 zum Herzogtum Sachsen-Gotha-Altenburg und ab 1826 zum Herzogtum Sachsen-Coburg und Gotha. Ab 1920 lag Trügleben im Land Thüringen. Der nördliche Teil der Gemarkung von Trügleben am Krahnberg wurde nach dem Zweiten Weltkrieg von der Roten Armee als Übungsgelände genutzt, wovon noch heute eine Reihe von Relikten zeugen. Ein Teil des Geländes wird vom Bund der Militär- und Polizeischützen als Schießanlage genutzt.
Am 18. März 1994 war Trügleben eine der sieben Gründungsgemeinden der Verwaltungsgemeinschaft Hörsel. Durch Beschluss des Thüringer Landtags am 16. November 2011 konnte die Verwaltungsgemeinschaft Hörsel zum 1. Dezember 2011 aufgelöst und durch einen freiwilligen Zusammenschluss der zehn bisher selbstständigen Gemeinden Aspach, Ebenheim, Fröttstädt, Hörselgau, Laucha, Mechterstädt, Metebach, Teutleben, Trügleben und Weingarten die Landgemeinde Hörsel neu gebildet werden.

### Einwohnerentwicklung
Entwicklung der Einwohnerzahl (jeweils 31. Dezember):
| - 1994 – 333 - 1995 – 326 - 1996 – 320 - 1997 – 323 | - 1998 – 329 - 1999 – 331 - 2000 – 324 - 2001 – 324 | - 2002 – 333 - 2003 – 351 - 2004 – 365 - 2005 – 369 | - 2006 – 369 - 2007 – 364 - 2008 – 371 - 2009 – 377 | - 2010 – 363 - 2014 – 361 |

Datenquelle: Thüringer Landesamt für Statistik

## Politik

### Ehemalige Bürgermeister
Bei der Bürgermeisterwahl am 12. Juni 1994 wurde Erich Erbach zum ehrenamtlichen Bürgermeister der Gemeinde gewählt. Er wurde bei den Bürgermeisterwahlen am 13. Juni 1999, 27. Juni 2004 und 6. Juni 2010 in seinem Amt bestätigt. Seine Amtszeit begann am 1. Juli 2010. Mit der Umwandlung zur Landgemeinde wurde er zum 1. Dezember 2011 zum Ortsteilbürgermeister (mit einer Amtszeit bis 2016).
- 1994–2011: Erich Erbach (CDU)[5][6][7][8]

## Kultur und Sehenswürdigkeiten

### Bauwerke
Die St.-Johannis-Kirche zu Trügleben wurde 1520 erbaut.

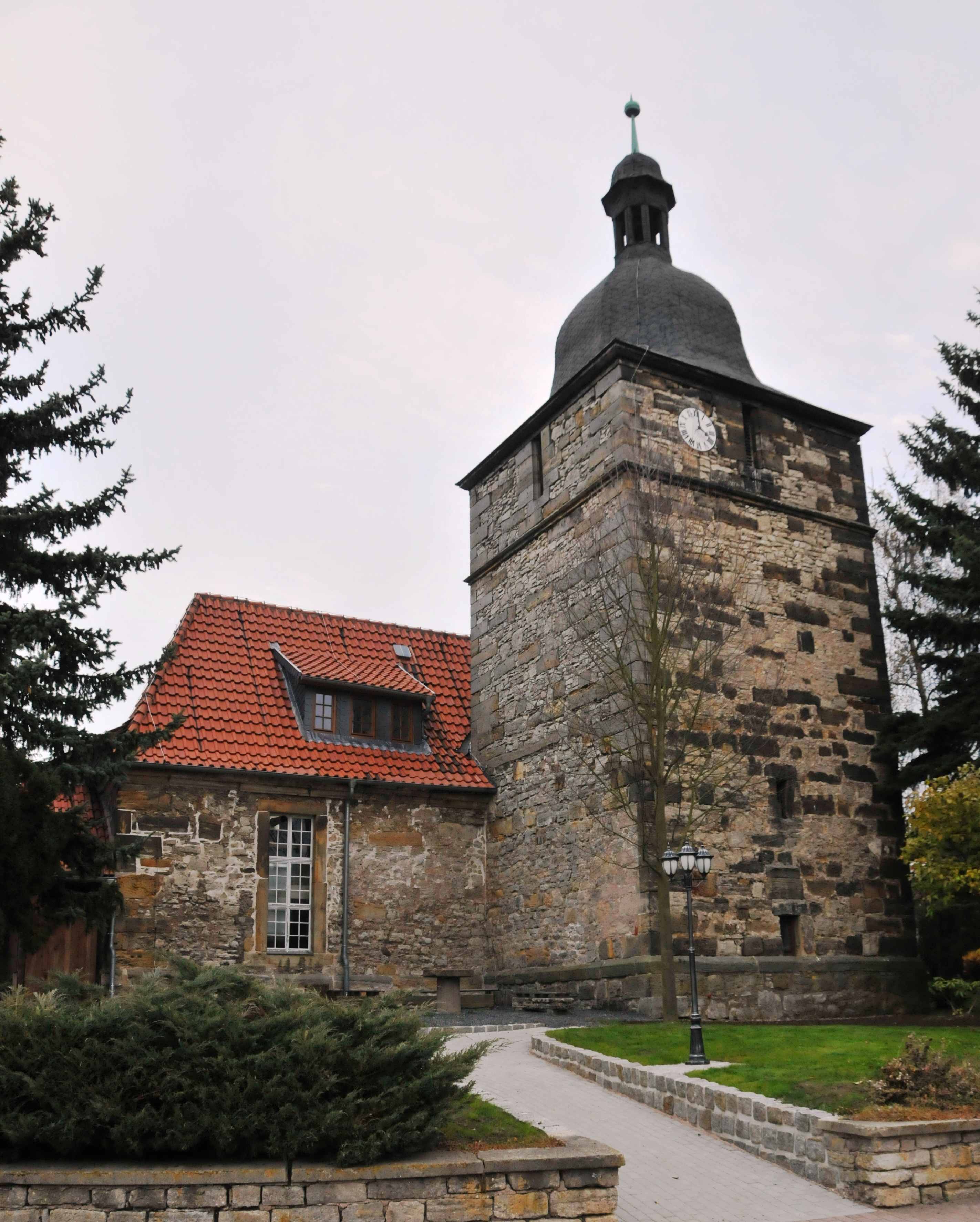
Kirche, Ansicht aus Südwest
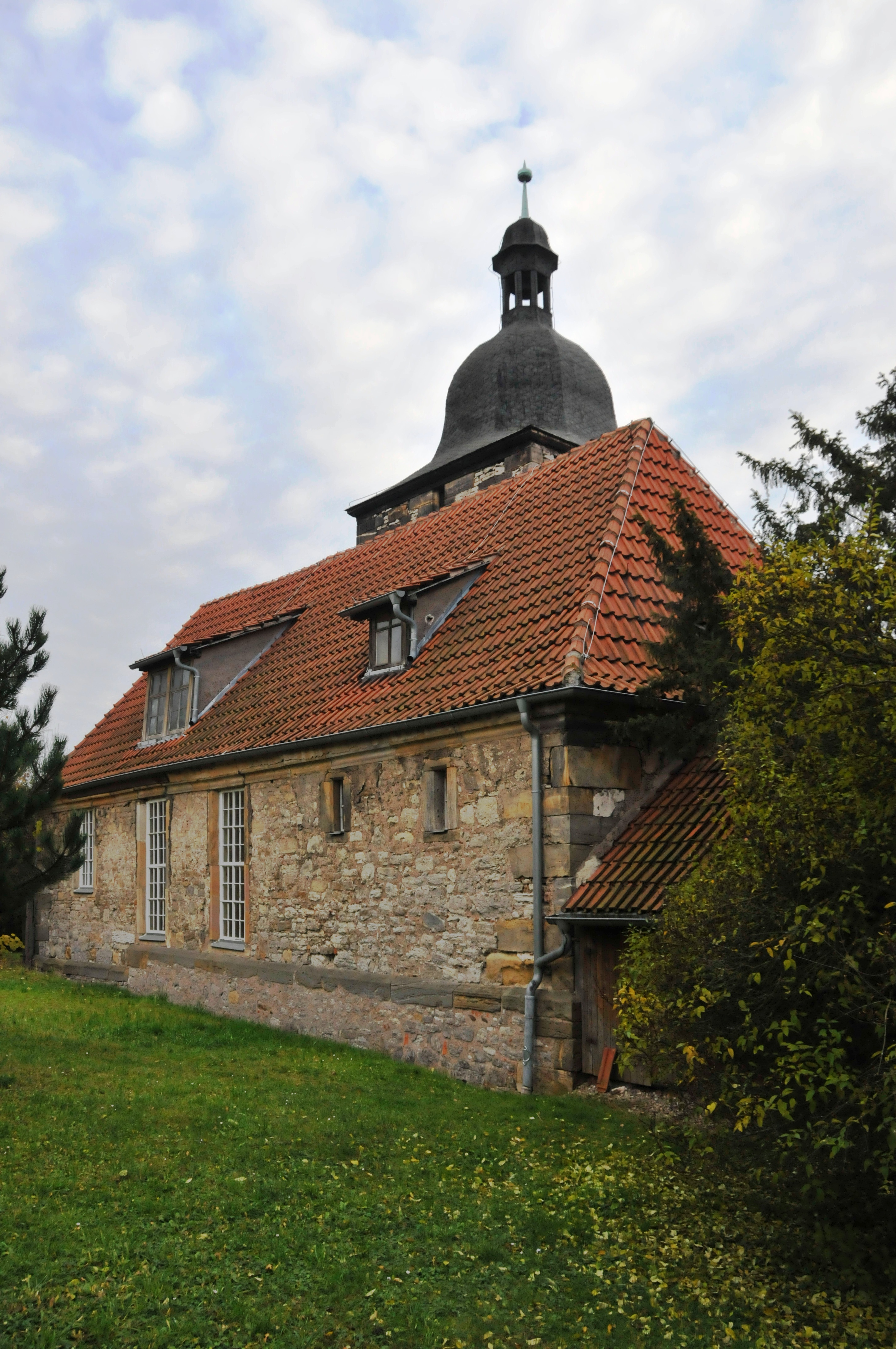
Kirche, Ansicht aus Nordwest